# Привокзальный район (Тула)
Привокзальный район — район города Тулы, находящийся в юго-западной части города. 
В рамках организации местного самоуправления с 2015 года вместе с частью упразднённого с 1 января 2015 года Ленинского муниципального района образует Привокзальный территориальный округ единого муниципального образования город Тула.

## География
В район входят бывшие посёлки Мясново, Косая Гора, Лихвинка, Михалково, Толстовский, а также деревни Волохово, Пирово и Ново-Басово.
В Привокзальном районе действует трамвайный (3, 9, 10, 14 маршруты), троллейбусный (4, 5, 7 маршруты) и автобусный (13, 26, 28, 36, 38 маршруты) транспорт, а также находится Московский вокзал.

## История
Привокзальный район был образован 22 декабря 1917 года.
В 1977 году из части Привокзального района был выделен новый Советский район
С 2015 года Привокзальный район города Тулы и 108 сельских населённых пунктов Ленинского района области входят в Привокзальный территориальный округ, организованный в рамках соответствующего муниципального образования Тулы.

## Население района
| 1970    | 1979    | 1989    | 2002    | 2009    | 2010    | 2012    |
| ------- | ------- | ------- | ------- | ------- | ------- | ------- |
| 158 066 | ↘82 408 | ↘80 718 | ↘66 408 | ↗77 722 | ↗78 741 | ↘77 519 |
| 2013    | 2014    | 2015    | 2016    | 2017    | 2018    | 2019    |
| ↘76 601 | ↘76 034 | ↘75 590 | ↘75 473 | ↗76 067 | ↘75 787 | ↘75 134 |
| 2020    | 2021    |         |         |         |         |         |
| ↘74 436 | ↗78 348 |         |         |         |         |         |

## Территориальный округ
В состав Привокзального территориального округа, организованного в 2015 году в рамках МО г. Тула, входят Привокзальный район города Тулы и 107 сельских населенных пунктов Ленинского района области.

## Достопримечательности

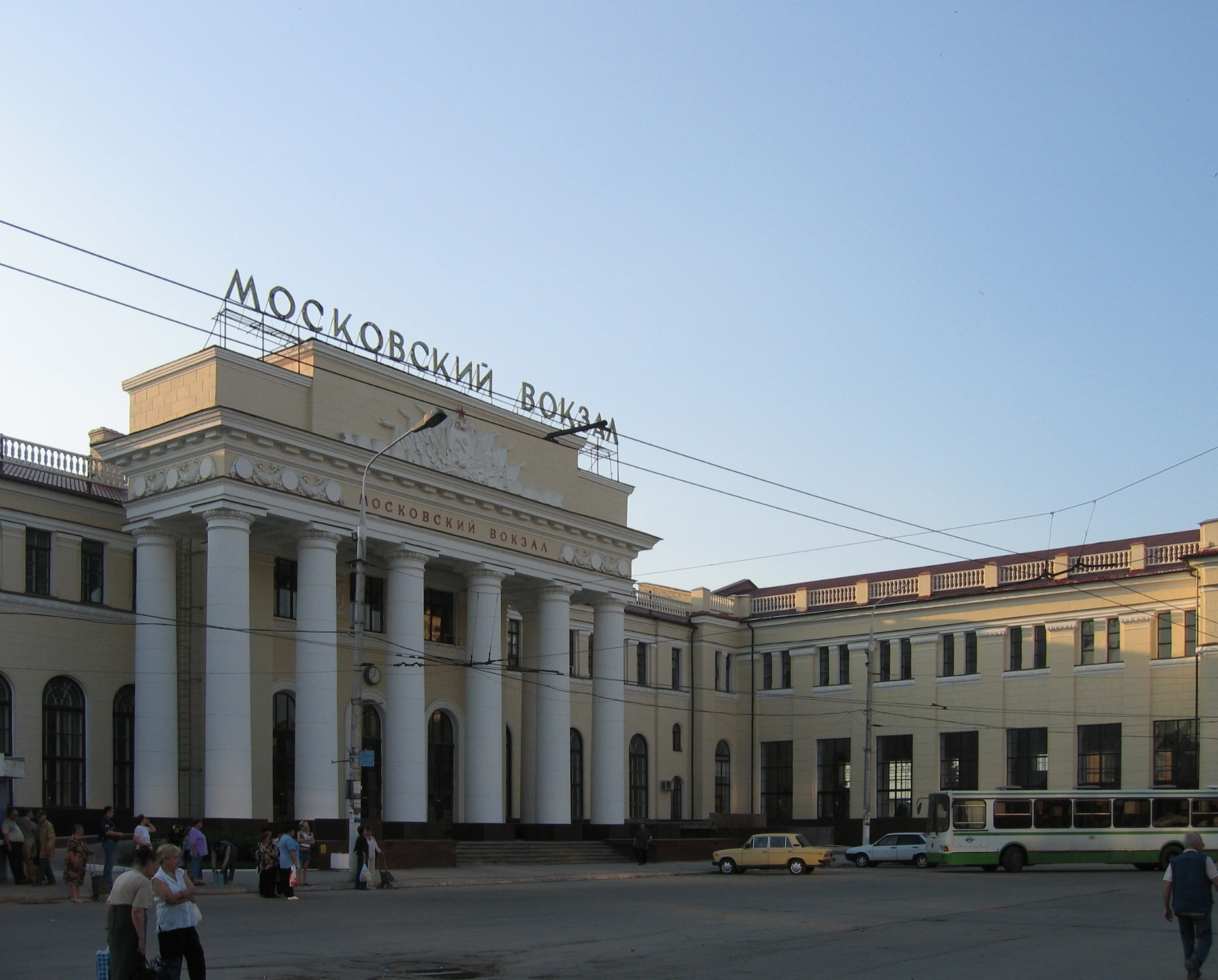
Московский вокзал

Так как округ занимает окраинные части города и прилегающие посёлки, количество достопримечательностей здесь невелико. Можно выделить здание Московского вокзала (1953—1957), памятник «Жертвам политических репрессий» (сквер на углу Красноармейского пр-та и ул. Ф. Смирнова), кондитерскую фабрику «Ясная Поляна» и Платоновский парк.

## Религиозные учреждения
Многие старинные храмы района были уничтожены либо закрыты. В настоящее время в округе только 3 православных храма, построенных в постсоветское время:
- Храм Державной иконы Божией Матери (Косая Гора, ул. Октябрьская, 1)
- Храм Кирилла и Мефодия (Михалково, ул. Колхозная, 77а)
- Свято-Казанский храм (Мясново)

## Образование и здравоохранение
В Привокзальном районе работают 12 школ, 16 дошкольных учреждений, 2 школы искусств и 2 ВУЗа. Медицинские услуги оказываются в 11 поликлиниках, 2 санаториях и 1 профилактории.

## Спорт
На территории района расположены 110 спортивных сооружений, среди которых 55 спортивных залов, 39 спортивных площадок, 11 бассейнов, 6 спортивных школ и 3 стадиона. Эти показатели самые высокие в городе, и поэтому Привокзальный район считается «самым спортивным» в Туле.

## Торговля
В районе находятся 4 рынка, 123 оптовых склада, 31 торговый павильон, 122 предприятия бытового обслуживания, 230 магазинов, 54 предприятия оптовой торговли и несколько торговых центров, из которых наиболее крупным является «Сарафан», «Талисман», «СПАР».

## Предприятия
На территории района находятся 24 промышленных предприятия, среди которых Косогорский металлургический завод, ЗАО «Тулажелдормаш», ОАО «ПК-Балтика» филиал «Балтика-Тула», «Тульский мясокомбинат», Кондитерская фабрика «Ясная поляна» и др.